# Hypoxis canaliculata
Hypoxis canaliculata là một loài thực vật có hoa trong họ Hypoxidaceae. Loài này được Baker mô tả khoa học đầu tiên năm 1878.